# Port lotniczy Mahana
Port lotniczy Mahana – międzynarodowy port lotniczy położony w Touba na Wybrzeżu Kości Słoniowej.